# 1936年ガルミッシュ・パルテンキルヘンオリンピックのハンガリー選手団
1936年ガルミッシュ・パルテンキルヘンオリンピックのハンガリー選手団（1936ねんガルミッシュ・パルテンキルヘンオリンピックのハンガリーせんしゅだん）は、1936年2月6日から2月16日までドイツのガルミッシュ＝パルテンキルヒェンで開催された1936年ガルミッシュ・パルテンキルヘンオリンピックのハンガリー選手団、およびその競技結果。

## 概要
今大会は金メダル1個、銀メダル1個、銅メダル2個の合計4個のメダルを獲得した。
フィギュアスケートのペアでは、ロッテル・エミーリア＆ソラーシュ・ラースロー組が1932年レークプラシッドオリンピックに続き銅メダルを獲得した。

## メダル
| メダル | 選手名                                      | 競技               | 種目         |
| ------ | ------------------------------------------- | ------------------ | ------------ |
| 銅     | ロッテル・エミーリア ソラーシュ・ラースロー | フィギュアスケート | 男子シングル |